# Première dame de Madagascar
Les Premières dames du Madagascar sont les épouses du président de la République de Madagascar depuis l'indépendance. Depuis 2019, la Premières dame est Mialy Rajoelina,.

## Liste des épouses des présidents de la République de Madagascar
| Années                  | Nom                          | Date de naissance - Date de décès | Époux                    | Photographie |
| ----------------------- | ---------------------------- | --------------------------------- | ------------------------ | ------------ |
| 1958-1972               | Justine Tsiranana            | 1918-1999                         | Philibert Tsiranana      |              |
| 1972-1975               | Marcelle Larguier            |                                   | Gabriel Ramanantsoa      |              |
| 1975-1975               | Thérèse Ratsimandrava        |                                   | Richard Ratsimandrava    |              |
| 1991-1996               | Thérèse Zafy                 |                                   | Albert Zafy              |              |
| 1975-1991 & 1997-2002   | Céline Ratsiraka             |                                   | Didier Ratsiraka         |              |
| 2002-2009               | Lalao Ravalomanana           | 1953-                             | Marc Ravalomanana        |              |
| 2014-2018               | Voahangy Rajaonarimampianina |                                   | Hery Rajaonarimampianina |              |
| 2009-2014 & depuis 2019 | Mialy Rajoelina              |                                   | Andry Rajoelina          |              |